# Moi-même-Moitié
Moi-même-Moitié è un marchio di abbigliamento giapponese creato dallo stilista Mana, chitarrista del gruppo musicale gothic metal Moi dix Mois e del gruppo musicale visual kei Malice Mizer. Venne fondato nel 1999 e fu la prima casa di moda ad utilizzare la parola gothic per indicare la moda lolita e la moda aristocratica.
Il nome del marchio è composto dalle parole francesi moi-même (me stesso) e moitié (metà), anche se l'espressione non esiste in francese.
Moi-même-Moitié ha molte filiali a Tokyo e Hiroshima, ed inoltre vende on-line.

## Storia
Mana, appassionato di moda, ad un certo punto della sua carriera di musicista decise di disegnarsi da solo i costumi per le sue performance e per i suoi fan. Creò quindi due stili di abbigliamento specifici, ovvero il Gothic Lolita e il Gothic Aristocrat. Il primo stile unisce l'innocenza e tenerezza dello stile Lolita con il mistero e le atmosfere dark e cupe della moda goth, mentre il secondo si basa sul connubio tra moda aristocratica e moda gotica. Queste due mode furono fondamentali per la diffusione delle subculture urbane di Harajuku.
L'abbigliamento di Moi-même-Moitié è caratterizzato dall'uso di materiali ricercati e dalla cura dei dettagli, simile a quella adottata dell'alta moda. Il logo dell'azienda, un candeliere, appare spesso nei piccoli dettagli degli abiti, come ad esempio sui bottoni, sui gioielli, sui lacci o sui merletti; altri motivi usati sono croci, rose, esempi di architettura gotica ed ali di pipistrello. Queste stampe o trame sono solitamente nere, grigie o blu scuro.
Successivamente anche altri marchi (come l'Atelier Boz) iniziarono a produrre alcuni abiti simili a quelli della Moi-même-Moitié, ma la sigla Elegant per indicare le mode gothic lolita e gothic aristocrat viene usata solo dagli abiti prodotti dalla Moi-même-Moitié.